# Anthomuda poorei
Anthomuda poorei là một loài chân đều trong họ Antheluridae. Loài này được miêu tả khoa học năm 1990 bởi Müller.